# Lyndsey Scott
Lyndsey Scott, född 1984, är en amerikansk modell, iOS mobilapp-programmerare och skådespelare. Hon var den första afroamerikanska modellen som skrev ett exklusivt catwalk-kontrakt med Calvin Klein. Mellan modelluppdrag med kända modehus som Gucci, Prada, och Victoria's Secret utvecklar hon mobilappar till iPhones och iPads. Hon har uppmärksammats för att hon utmanar stereotyperna som finns om modeller och programmerare och för att hon inspirerar unga kvinnor att koda.

## Uppväxt
Lyndsey Scott föddes 1984 och växte upp i West Orange, New Jersey som det äldsta av fyra barn. Hennes far grundade ett hälsoföretag efter att ha varit programmerare för National Security Agency. Vid nio års ålder började hon med kampsport, och tog svart bälte i taekwondo.
Scott var utsatt för mobbning under uppväxten. Hon säger att hon var den enda svarta personen under hennes första tre år på Newark Academy, hennes förberedande high school i New Jersey, och hon var så smal – 173 cm och 36 kg – att hon har sagt att hon kallades ett "monster".
Scott gick på Amherst College, där hon studerade teater, ekonomi, och fysik, innan hon läste datavetenskap. Hon sprang och hoppade höjdhopp för Amhersts friidrottslag, och fick All-America status för sin tid på 400 meter. Hon tog examen vid Amherst College 2006 i ämnena teater och datavetenskap.

## Modellkarriär

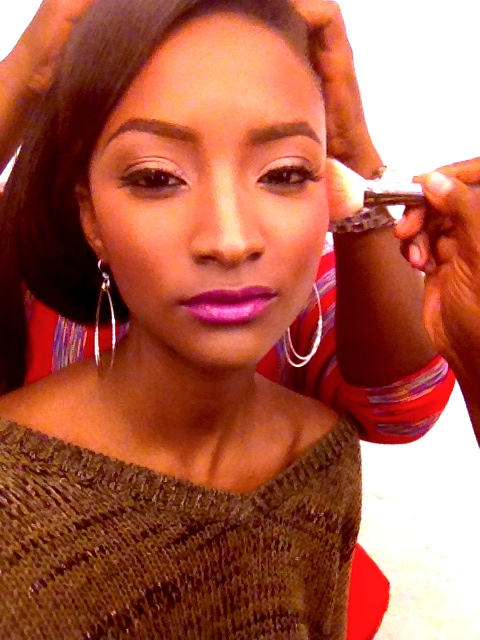
Scott får make-up

Efter college var Scott mer intresserad av skådespeleri än datavetenskap, och började gå på auditions i New York City. Hennes kropp hade förändrats efter college, delvis på grund av att hon tog viktökningstillskott, och hon säger att hon "började likna en modell mer". Med uppmuntran från sina vänner började hon söka modelljobb, men fick avslag från alla agenturer hon sökte till under de första två åren. Hennes föräldrar rådde henne att söka arbete inom datavetenskap.
Scott hade dock laddat upp en bild på sig själv till webbplatsen Models.com, och 2008 kontaktades hon av Click Model Management of New York City. Elle Girl tog med henne i en video om en dag i en modells liv, vilket inkluderade en del av modellträning hon fått på Click. Då var hon 24 vilket ansågs gammalt för en modell. Agenturen bad henne att dra av fem år från sin ålder, och de första fem åren hon jobbade som modell påstod hon att hon var född 1990.
Trots kontraktet med en agentur gjorde hon inte succé direkt. Tidigt 2009 jobbade Scott med att dela ut flyers på gatan när hon fick ett samtal från modehuset Calvin Klein. Under New York Fashion Week blev hon den första svarta modellen att skriva ett exklusivt catwalk-kontrakt med Calvin Klein. Bethann Hardison sa att ingen annan nutida modell hade haft sådant genomslag. Andra prestigefulla modelljobb följde: under sina första år som modell arbetade hon för Vera Wang, DKNY, Baby Phat, Fendi, Gucci, Louis Vuitton, och i Victoria's Secret Fashion Show 2009, och var med i magasin som italienska Elle, Teen Vogue och W. Style.com listade henne som en topp-tio nykomling. Under hösten 2010 var hon den enda svarta modellen på Pradas catwalk. Hon bytte agentur till Elite Model Management, som accepterade hennes riktiga ålder.
I december 2013 svarade Scott på en fråga i Quora, om "What does it feel like to go from physically unattractive to attractive?". Hon skrev om att vara mobbad i high school och hur hon sedan fått ett modellutseende och för- och nackdelarna med det samtidigt som hon programmerade i tejpade glasögon hemma. Hennes svar blev återpublicerat i Slate, Business Insider, och PopSugar.
Fram till dess hade Scott hållit sitt programmerande separat från sitt modellarbete. Inlägget på Quora drog uppmärksamhet till hennes kunskaper i programmering och från dess har hon blivit omtalad som modellen med en hemlig identitet som kodare. Andra gav henne beröm för att motbevisa stereotyperna om att modeller är ointelligenta och att programmerare är blekhyade nördar. Modemagasinet Harper's Bazaar kombinerade hennes passioner genom att be henna rapportera från Apple Worldwide Developers Conference, och Maria Shriver bad henne att i detalj beskriva sina favoritmobilappar för NBC News.

## Programmering
Scott började programmera vid 12 års ålder genom att göra spel på sin grafminiräknare TI-89 och delade dem med sina vänner. Hon lärde sig programspråken Java och C++ och MIPS-arkitektur på Amherst College, men har lärt sig själv språken hon behövde för skriva sina appar i Python, Objective C, och iOS. Hon säger att även om hon gillade att programmera i college så började hon med skådespeleri och modellande för att hon inte kunde se sig själv med ett liv runt andra programmerare. Efter examen har hon mest programmerat på egen hand. Från 2017 såg hon sig själv som främst en programmerare.
Scott brinner också för att utbilda andra i programmering, särskilt unga kvinnor. Hon har ett konto på Stack Overflow, en webbplats där användare får ryktespoäng genom att svara på frågor om programmering. Tidigt 2014 var hon en av de topp 2% av användarna med mer än 2 000 ryktespoäng och mer än 38 000 visningar av sin profil. var hon högst rankad av användare inom frågor om iOS under en månad 2015.  I september 2017 hade hon  23 843 ryktespoäng med 412 svar på användarfrågor.
Hon har gjort flera undervisningsmoduler för iOS på RayWenderlich.com, varit representant för Code.org's andra Hour of Code, gjort videoundervisning med karaktärer från Disneys Frozen , och är mentor på Girls Who Code, en organisation som utbildar tonårsflickor i programmering. Hon har gett lektioner om programmering på skolor i Harlem och NYU, och varit programmeringsmentor åt flickscouter i Los Angeles.
Hennes kombination av modellande och kodande har setts som en inspiration för unga kvinnor; Elle satte henne 2014 på listan "Inspire 100"  och AskMen satte henne på listan "Top 99 Outstanding Women 2015" och kallade henne "an inspiration for scores of young girls". Hon var huvudtalare för Harvard Undergraduate Women in Business 2014 och presenterade Ford Freedom Awards 2015.

## Privatliv

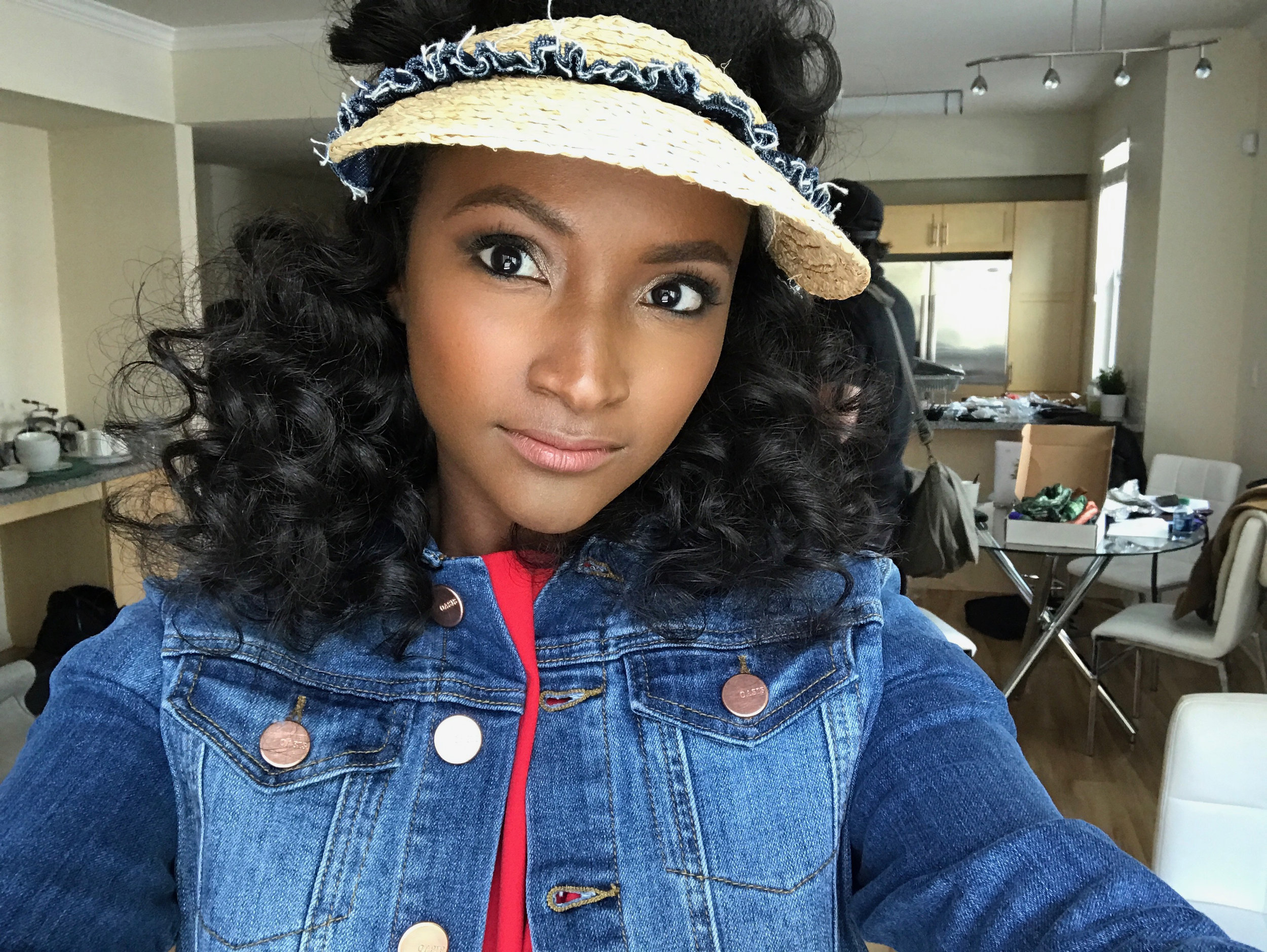
Scott 2017

Tidigt i sin modellkarriär bodde Scott på Roosevelt Island i New York. Från 2017 bor hon i Beverly Hills, Kalifornien.
Scotts far dog i leukemi tidigt 2017.